# جيريمياه هنري ميرفي
جيريمياه هنري ميرفي (بالإنجليزية: Jeremiah Henry Murphy)‏ هو محامي وسياسي أمريكي، ولد في 19 فبراير 1835 في الولايات المتحدة، وتوفي في 11 ديسمبر 1893 في نفس البلد. حزبياً، نشط في الحزب الديمقراطي. وقد انتخب عضو مجلس ولاية آيوا وانتخب عضو مجلس النواب الأمريكي.